# Gerlind Reinshagen
Gerlind Reinshagen (Königsberg, 4 maggio 1926 – Berlino, 8 giugno 2019) è stata una scrittrice, poetessa e drammaturga tedesca.

## Biografia
Studiò storia dell'arte e farmacia, e nel 1956 iniziò a scrivere drammi radiofonici e spettacoli per bambini. Nel 1968 fu autrice del suo primo dramma, Doppelkopf ("Doppia faccia"). Raggiunse il successo nel 1976 con il dramma semi-autobiografico Sonntagskinder ("I figli della domenica")  che raccontava la vista quotidiana sotto il nazismo vista dagli occhi di una bambina, e che fu il primo capitolo di una trilogia riguardante la storia tedesca proseguita con Frühlingsfest ("Festival di primavera", 1980) e Tanz Marie! ("Danza Marie!", 1989).
Anche autrice di romanzi di successo e di raccolte poetiche, temi principali delle sue opere furono la frustrazione e la voglia di emancipazione rispetto ai ruoli assegnati nella società, in famiglia e sul lavoro.